# Tabló

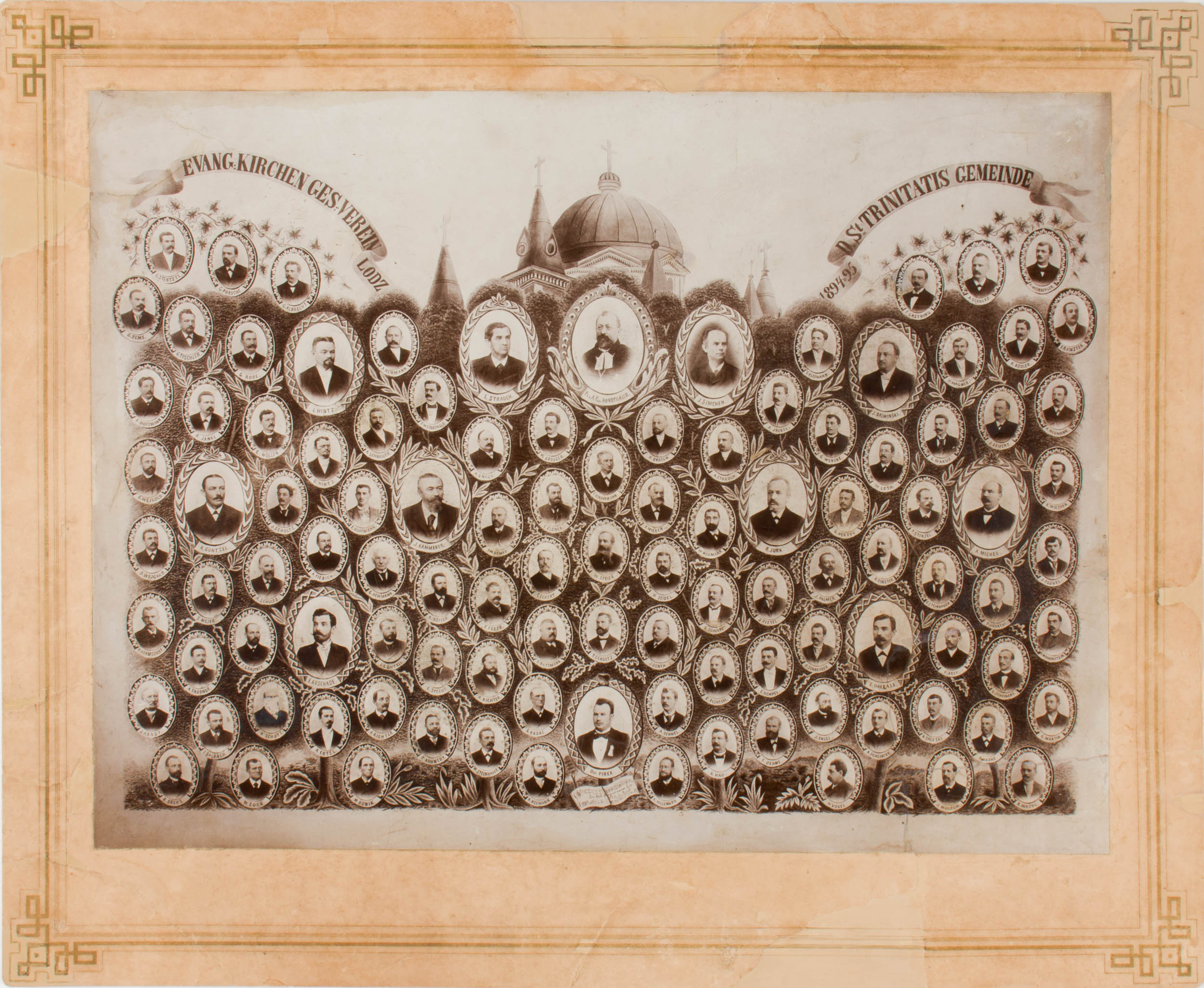
Század végi tabló Łódźból.

A tabló vagy tablókép csoportok emlékfotója, az emberek portréival.  Leggyakrabban nagy méretűek, például hallgatók és tanárok, végzős diákok, hallgatók és professzorok csoportjának emlékére készültek. A legtöbbször különálló portrékról van szó, de az Osztrák-Magyar Monarchia alatt még szinonim volt a csoportképpel.

## Eredete
A francia tableau szóból származik(a Lengyel megtartotta ezt az alakot). Feltehetőleg a képes királyi családfáktól származnak. A legelső ismert diáktablók a Selmeci Akadémiáról származnak. 
A tableau vivant  ("élő kép") viszont egy álló, sokalakos jelenet a művészetben.